# Bol'šoj Pograničnyj
Bol'šoj Pograničnyj (in russo Большой Пограничный; in finlandese Paatio) è la maggiore del gruppo di isole russe che si trova al confine finlandese nel golfo di Finlandia, nelle acque del mar Baltico. Amministrativamente fa parte del Vyborgskij rajon dell'oblast' di Leningrado, nel Circondario federale nordoccidentale.

## Geografia
Bol'šoj Pograničnyj, che ha una superficie di 9,5 km², si trova a soli 50 m dal confine finlandese ed è circondata da altre isole. A nord, Ivovyj (Ивовый), Opasnyj (Опасный) e Groznyj (Грозный). A sud-est, l'arcipelago Pitkjapaasi (архипелаг Питкяпааси; Pitkäpaasi); a sud, Chemminginletto, isola di Pavel Messer e Vysokij Greben' (Хеммингинлетто, остров Павла Мессера, Высокий Гребень). A sud-ovest, Verchnij (Верхний), Ovečij (Овечий), Požog (Пожог), Tvërdyj (Твёрдый), Malyj Pograničnyj (Малый Пограничный) e Kozlinyj (Козлиный).
L'isola si trova nella parte meridionale dello scudo baltico ed è coperta da foreste di conifere. Sulla sua costa settentrionale si trovano i resti dell'ex villaggio finlandese di Patio. A ovest dell'isola si trova l'ingresso del golfo di Virolahti.

## Storia
L'isola passò dalla Svezia alla Russia nel 1721 ai sensi del Trattato di Nystad, insieme ad altre terre della Vecchia Finlandia. Nei primi anni del Novecento, d'estate, vi sostava lo yacht imperiale Štandart con la famiglia dello zar Nicola II. Nel luglio 1913, la corte imperiale organizzò un picnic sull'isola per lo zar.
Dal 1920 al 1940, l'isola apparteneva alla Finlandia, poi tornò alla Russia e fu inclusa nell'URSS. Occupata durante la seconda guerra mondiale, nel 1944, i finlandesi restituirono l'isola, la cui appartenenza territoriale fu confermata dal Trattato di Parigi con la Finlandia del 1947.